# Luciano Valente
Luciano Valente (Groninga, 4 ottobre 2003) è un calciatore olandese, centrocampista del Feyenoord.

## Biografia
È nato a Groninga, nei Paesi Bassi, da padre italiano e madre olandese.

## Caratteristiche tecniche
È un trequartista dotato di un'ottima velocità, in grado di coprire diverse posizioni del centrocampo. Forte fisicamente e di buona intelligenza tattica, è abile sia nel mantenere il possesso, sia nell'inserimento in area volto a creare occasioni da gol, sia per se stesso, sia per i compagni.

## Carriera

### Club
Valente inizia a giocare nel GVAV-Rapiditas prima di passare, nel 2014, al settore giovanile del Groningen, dove si forma calcisticamente, partecipando anche alla vittoria di un campionato nazionale Under-17 nel 2019.
Dopo aver firmato il suo primo contratto da professionista con il Groningen nel luglio del 2021, Valente comincia ad allenarsi con la prima squadra. Il 14 agosto 2022, debutta ufficialmente fra i professionisti, scendendo in campo al posto di Laros Duarte al 79º minuto dell'incontro di Eredivisie perso per 6-1 contro l'Ajax. L'8 settembre seguente, il centrocampista rinnova il proprio contratto con la società fino al 2026, con un'opzione di estensione per un'ulteriore stagione.
L'8 dicembre 2023, mette a segno la sua prima doppietta fra i professionisti, decidendo il match di campionato vinto per 2-0 contro il Telstar. Il 19 dicembre successivo, segna anche il suo primo gol in coppa nazionale, contribuendo alla vittoria per 3-1 in casa del Willem II nel secondo turno. Lungo la stagione 2023-2024, colleziona sette reti in 34 presenze in campionato, contribuendo al ritorno del Groningen in Eredivisie.
Nel luglio del 2024, rinnova il proprio contratto con il Groningen fino al 30 giugno 2028. Nella stagione 2024-2025 si afferma nella massima serie olandese con 2 gol segnati e 7 assist forniti in 32 gare attirando su di se le attenzioni di diversi club italiani.
Il 2 luglio 2025, viene ufficializzato il suo trasferimento a titolo definitivo al Feyenoord, nella massima serie olandese, per circa sette milioni di euro; firma quindi un contratto quadriennale con il club.

### Nazionale
Grazie alle sue origini, Valente ha potuto scegliere di rappresentare sia i Paesi Bassi, sia l'Italia a livello internazionale.
Dopo aver optato per gli Azzurri, il centrocampista ha rappresentato le nazionali Under-19 e Under-20 italiane.
Tuttavia nel 2025 ha disputato da titolare l’Europeo Under-21 con la selezione olandese.

## Statistiche

### Presenze e reti nei club
Statistiche aggiornate al 3 maggio 2025.
| Stagione        | Squadra         | Campionato      | Campionato | Campionato | Coppe nazionali | Coppe nazionali | Coppe nazionali | Coppe continentali | Coppe continentali | Coppe continentali | Altre coppe | Altre coppe | Altre coppe | Totale | Totale |
| Stagione        | Squadra         | Comp            | Pres       | Reti       | Comp            | Pres            | Reti            | Comp               | Pres               | Reti               | Comp        | Pres        | Reti        | Pres   | Reti   |
| --------------- | --------------- | --------------- | ---------- | ---------- | --------------- | --------------- | --------------- | ------------------ | ------------------ | ------------------ | ----------- | ----------- | ----------- | ------ | ------ |
| 2022-2023       | Groningen       | ED              | 20         | 0          | CO              | 2               | 0               | -                  | -                  | -                  | -           | -           | -           | 22     | 0      |
| 2023-2024       | Groningen       | EED             | 34         | 7          | CO              | 5               | 1               | -                  | -                  | -                  | -           | -           | -           | 39     | 8      |
| 2024-2025       | Groningen       | ED              | 32         | 2          | CO              | 1               | 0               | -                  | -                  | -                  | -           | -           | -           | 33     | 2      |
| Totale carriera | Totale carriera | Totale carriera | 86         | 9          |                 | 8               | 1               |                    | -                  | -                  |             | -           | -           | 94     | 10     |

### Cronologia presenze e reti in nazionale
| Cronologia completa delle presenze e delle reti in nazionale ― Paesi Bassi under 21 | Cronologia completa delle presenze e delle reti in nazionale ― Paesi Bassi under 21 | Cronologia completa delle presenze e delle reti in nazionale ― Paesi Bassi under 21 | Cronologia completa delle presenze e delle reti in nazionale ― Paesi Bassi under 21 | Cronologia completa delle presenze e delle reti in nazionale ― Paesi Bassi under 21 | Cronologia completa delle presenze e delle reti in nazionale ― Paesi Bassi under 21 | Cronologia completa delle presenze e delle reti in nazionale ― Paesi Bassi under 21 | Cronologia completa delle presenze e delle reti in nazionale ― Paesi Bassi under 21 |
| Data                                                                                | Città                                                                               | In casa                                                                             | Risultato                                                                           | Ospiti                                                                              | Competizione                                                                        | Reti                                                                                | Note                                                                                |
| ----------------------------------------------------------------------------------- | ----------------------------------------------------------------------------------- | ----------------------------------------------------------------------------------- | ----------------------------------------------------------------------------------- | ----------------------------------------------------------------------------------- | ----------------------------------------------------------------------------------- | ----------------------------------------------------------------------------------- | ----------------------------------------------------------------------------------- |
| 21-3-2025                                                                           | Venezia                                                                             | Italia under 21                                                                     | 1 – 2                                                                               | Paesi Bassi under 21                                                                | Amichevole                                                                          | -                                                                                   | 64’ 90’                                                                             |
| 25-3-2025                                                                           | Bucarest                                                                            | Romania under 21                                                                    | 0 – 2                                                                               | Paesi Bassi under 21                                                                | Amichevole                                                                          | 1                                                                                   | 85’                                                                                 |
| 6-6-2025                                                                            | Groninga                                                                            | Paesi Bassi under 21                                                                | 3 – 0                                                                               | Costa d'Avorio under 23                                                             | Amichevole                                                                          | 1                                                                                   | 46’                                                                                 |
| 12-6-2025                                                                           | Košice                                                                              | Finlandia under 21                                                                  | 2 – 2                                                                               | Paesi Bassi under 21                                                                | Europeo Under-21 2025 - 1º turno                                                    | 1                                                                                   | 46’                                                                                 |
| 15-6-2025                                                                           | Prešov                                                                              | Paesi Bassi under 21                                                                | 1 – 2                                                                               | Danimarca under 21                                                                  | Europeo Under-21 2025 - 1º turno                                                    | -                                                                                   | 66’                                                                                 |
| 18-6-2025                                                                           | Prešov                                                                              | Paesi Bassi under 21                                                                | 2 – 0                                                                               | Ucraina under 21                                                                    | Europeo Under-21 2025 - 1º turno                                                    | 1                                                                                   | 73’                                                                                 |
| 21-6-2025                                                                           | Žilina                                                                              | Portogallo under 21                                                                 | 0 – 1                                                                               | Paesi Bassi under 21                                                                | Europeo Under-21 2025 - Quarti di finale                                            | -                                                                                   | 52’                                                                                 |
| 25-6-2025                                                                           | Bratislava                                                                          | Inghilterra under 21                                                                | 2 – 1                                                                               | Paesi Bassi under 21                                                                | Europeo Under-21 2025 - Semifinale                                                  | -                                                                                   | 76’                                                                                 |
| Totale                                                                              |                                                                                     | Presenze                                                                            | 8                                                                                   |                                                                                     | Reti                                                                                | 4                                                                                   |                                                                                     |